# Sofja Wassiljewna Suchowo-Kobylina

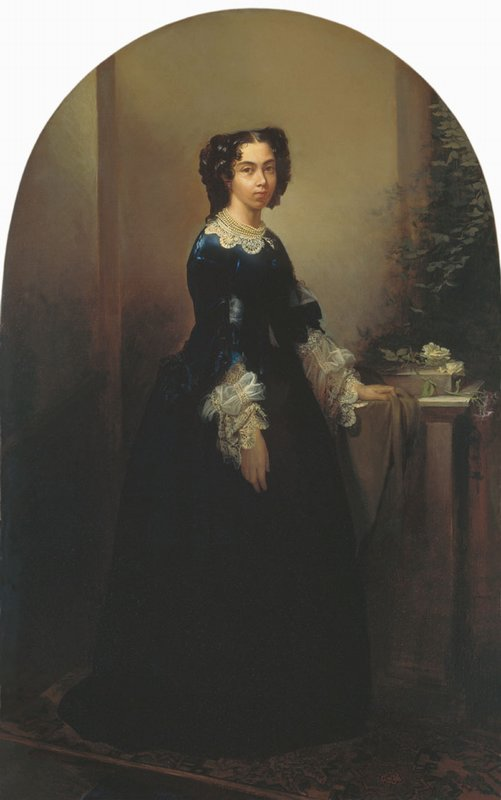
Sofja Wassiljewna Suchowo-Kobylina (I. S. Xenofontow, 1859, Tretjakow-Galerie)

Sofja Wassiljewna Suchowo-Kobylina (russisch Софья Васильевна Сухово-Кобылина; * 1825 in Moskau; † 7. Oktober 1867 in Rom) war eine russische Malerin.

## Leben

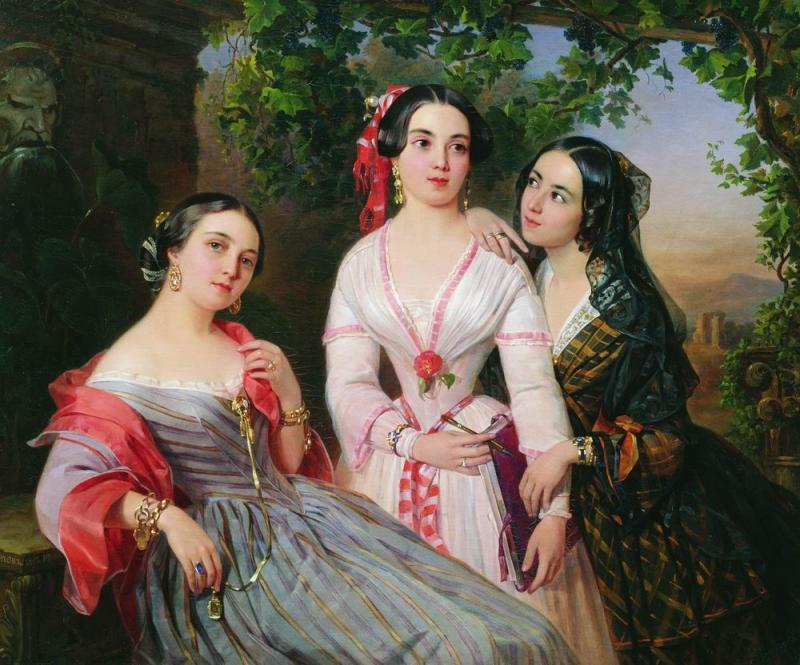
Die Suchowo-Kobylina-Schwestern (von links): Jelisaweta, Sofja, Jewdokija (P. N. Orlow, 1847, Tretjakow-Galerie)

Suchowo-Kobylina war das jüngste der fünf Kinder des begüterten Grundherrn des Ujesd Podolsk Oberst Wassili Alexandrowitsch Suchowo-Kobylin (1782–1873) und seiner Frau Marija Iwanowna geborene Schepelewa (1789–1862). Die Kinder erhielten eine ausgezeichnete häusliche Erziehung unter der Leitung von Professoren der Kaiserlichen Universität Moskau. Ihr Bruder Alexander wurde Dramatiker. Die Schwester Jelisaweta wurde Schriftstellerin, während die Schwester Jewdokija (1819–1896) den Kavallerie-Oberst Michail Fjodorowitsch Petrowo-Solowowo (1813–1885) heiratete.
Im Gegensatz zu ihren Geschwistern entschied sich Suchowo-Kobylina für die Malerei und nahm in St. Petersburg Unterricht bei dem Landschaftsmaler und Vollmitglied der Kaiserlichen Akademie der Künste Jegor Meier (1823–1867), der schnell ihre Begabung erkannte und mit Erfolg ihre Zulassung zum Studium an der Akademie der Künste beantragte. Bereits ihre erste Kursarbeit Weg am Flussufer (1849) erhielt bei der jährlichen Akademie-Ausstellung hohe Bewertungen.
Mit einer Studentengruppe unter der Leitung Meiers reiste Suchowo-Kobylina 1850 nach Italien, um dann mit der Gruppe im Sommer 1851 nach Wyksa zum Landgut ihres Verwandten Nikolai Dmitrijewitsch Schepelew zu kommen. Dort stellte sie ein in Italien angefertigtes Gemälde fertig und schickte es als Prüfungsarbeit an die Akademie, die es mit einer Kleinen Silbermedaille auszeichnete. Im Herbst und Winter blieb sie in Wyksa. Für ihre Landschaft am Fluss Wyksa bei Murom erhielt sie die Große Silbermedaille. In den Jahren 1852 und 1853 war sie mit Meier im Süden Russlands und auf der Krim. Mit ihren Landschaften gewann sie die Kleine Goldmedaille. Das Akademie-Studium schloss sie 1854 ab. Für die Landschaftsbilder Tatarische Saklja (Steinwohnhaus) bei Ursuf, Tatarische Saklja bei Aluschta und Kiefernwald bei Murom erhielt sie die Große Goldmedaille, mit der erstmals ein Landschaftsbild ausgezeichnet wurde.
Suchowo-Kobylina zog 1857 zur Verbesserung ihrer Kunst auf eigene Kosten nach Italien und ließ sich in Rom nieder. Ihr Haus wurde ein Zentrum für alle russischen Maler in Rom, die sie mit ihrer Kunst und ihrer freundlichen Art sehr schätzten. Sie wandte sich nun in zunehmendem Maße der Porträtmalerei zu. Für russische Zeitschriften schrieb sie über bekannte russische Persönlichkeiten in Italien.
Suchowo-Kobylina starb am 7. Oktober 1867 in Rom oder auf dem Landgut ihres Vaters im Gouvernement Tula, wohin sie wenige Monate vor ihrem Tod hingereist sein soll.
Auf der Akademie-Ausstellung 1868 wurden 174 Werke Suchowo-Kobylinas präsentiert, die fast alle verkauft werden konnten. Die meisten Gemälde Suchowo-Kobylinas befinden sich in Privatsammlungen in Russland und in anderen Ländern. Einige Werke sind auch im Kunstmuseum Wyksa zu sehen.

## Werke

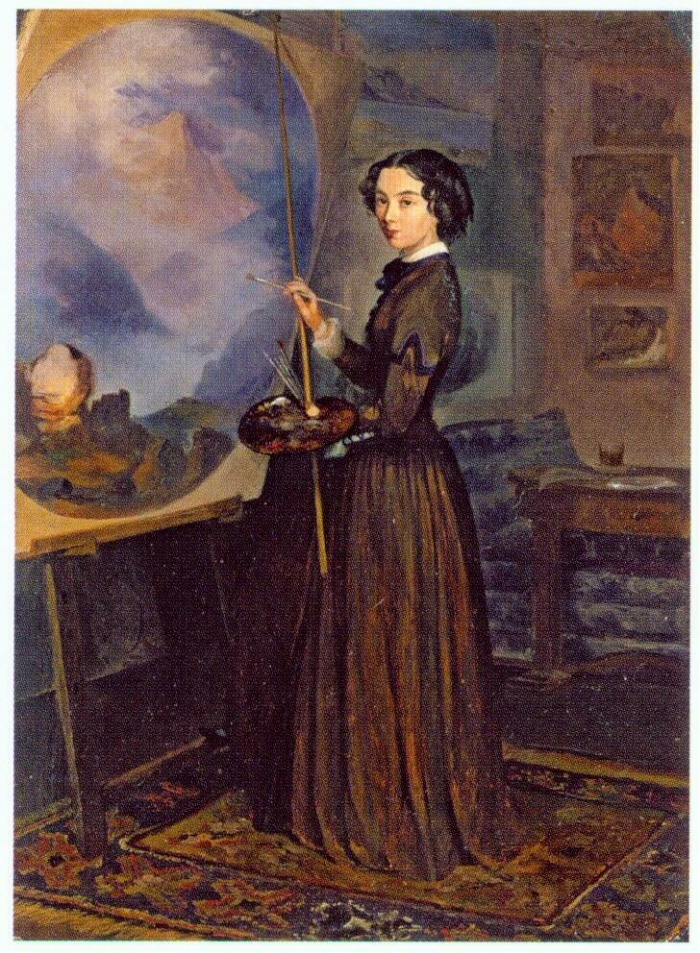
Selbstporträt (1847, Tretjakow-Galerie)
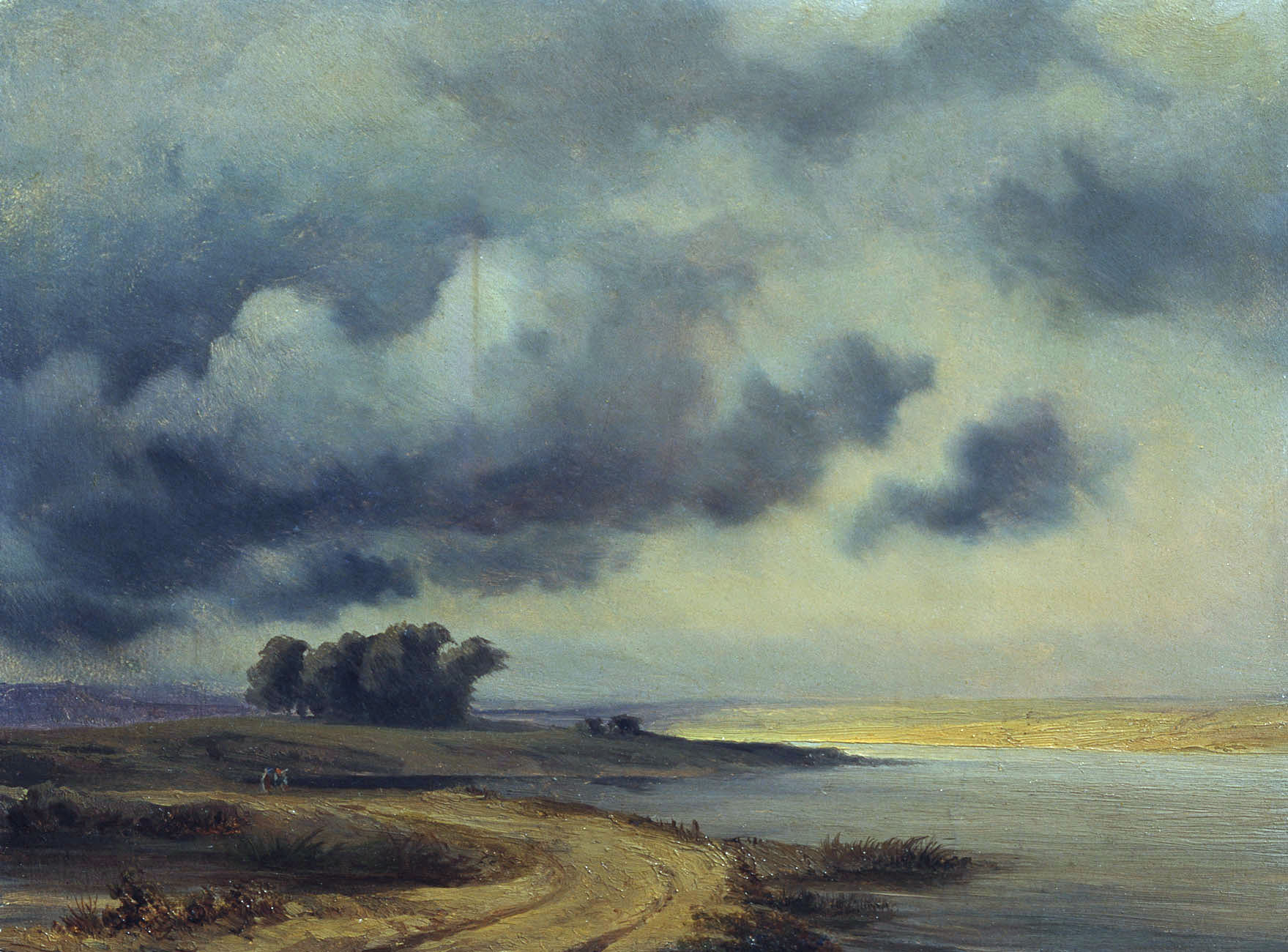
Vor dem Gewitter
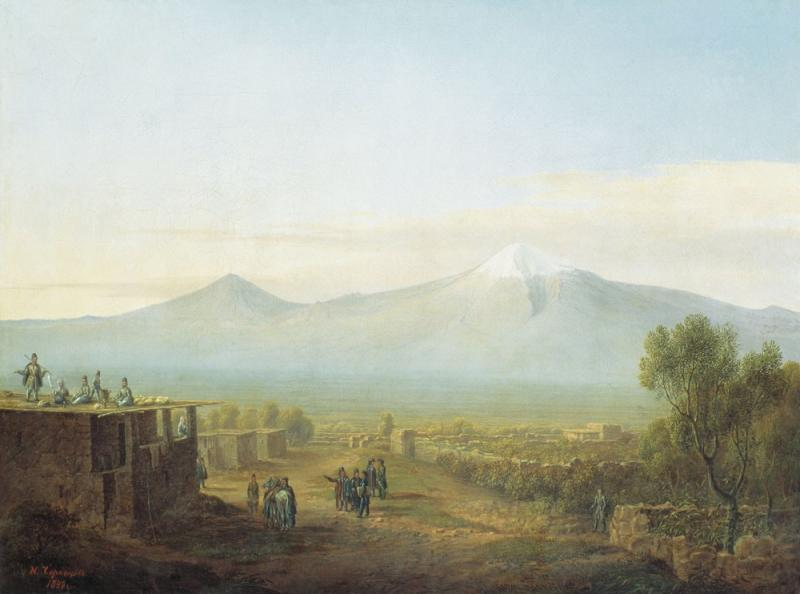
Italienische Landschaft
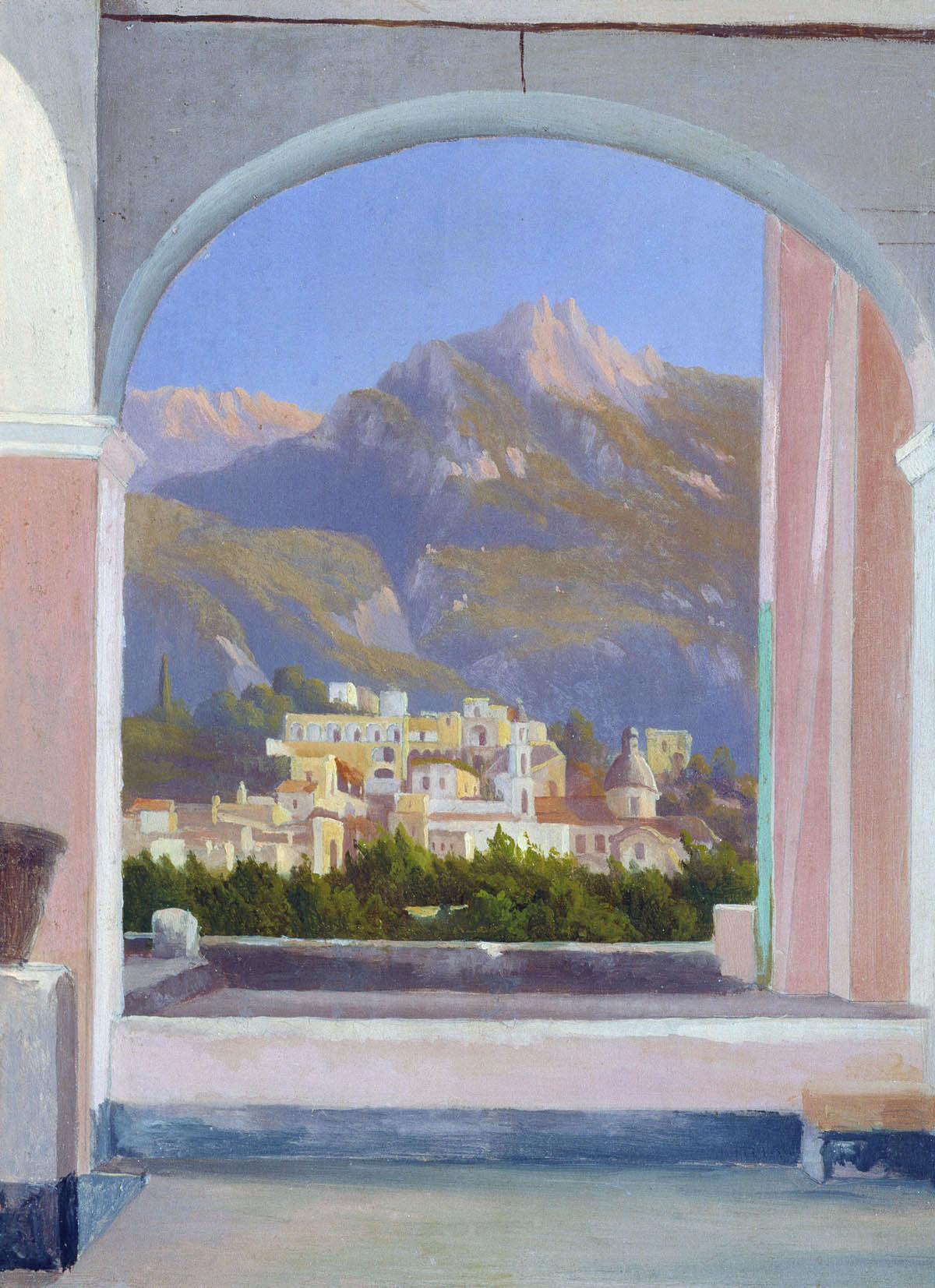
Italienische Landschaft
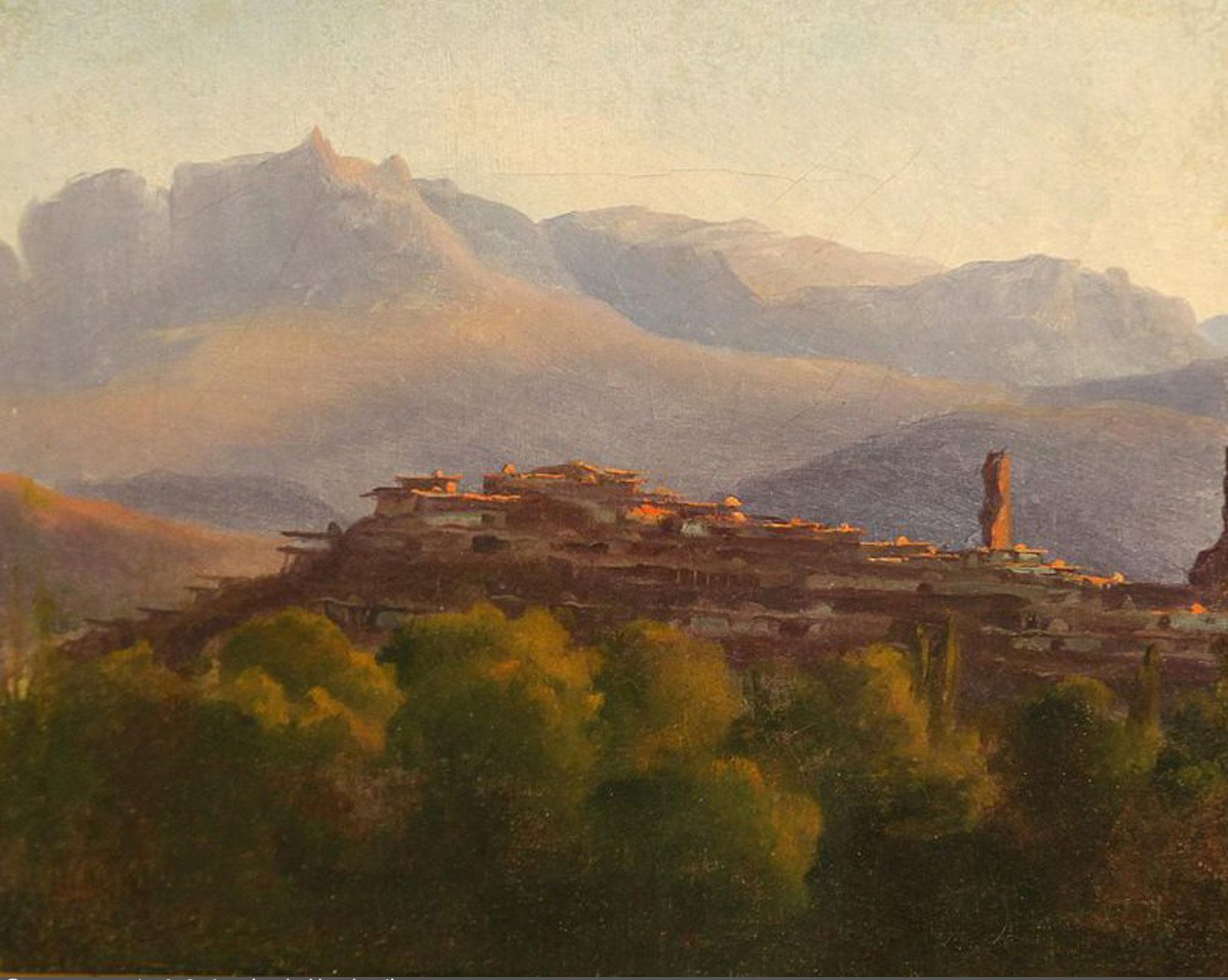
Aluschta (Puschkin-Museum)
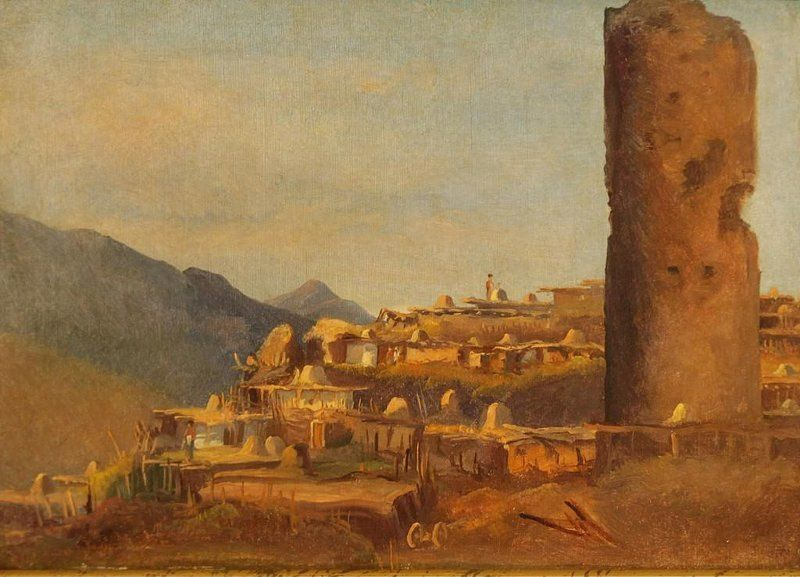
Aluschta (Puschkin-Museum)
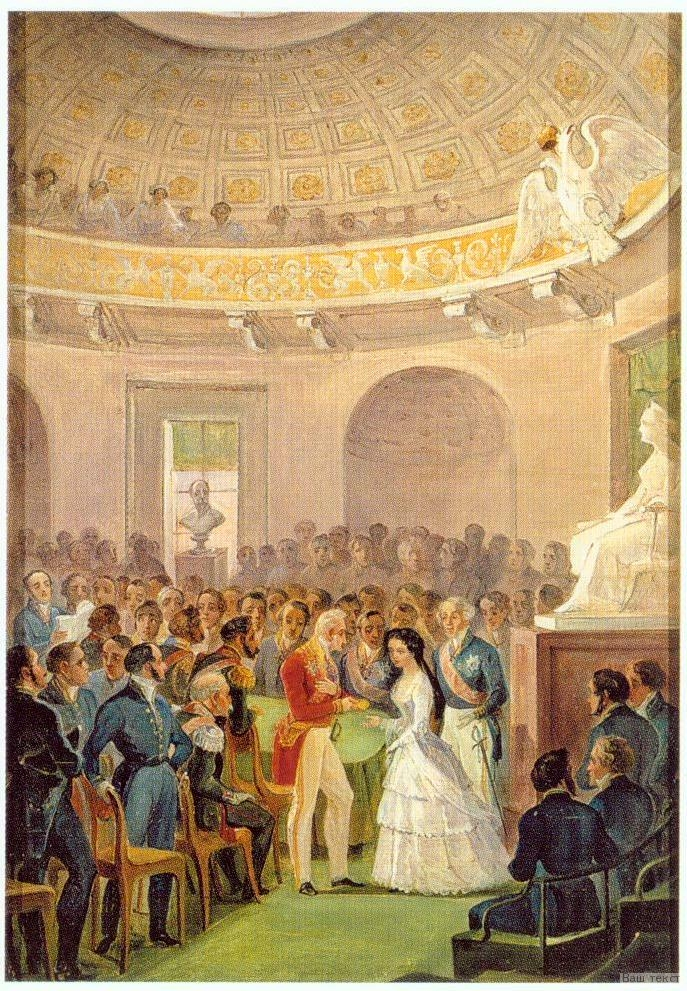
Verleihung der Großen Goldmedaille an Sofja Suchowo-Kobylina in der Akademie der Künste (1854)